# Schloss Selling

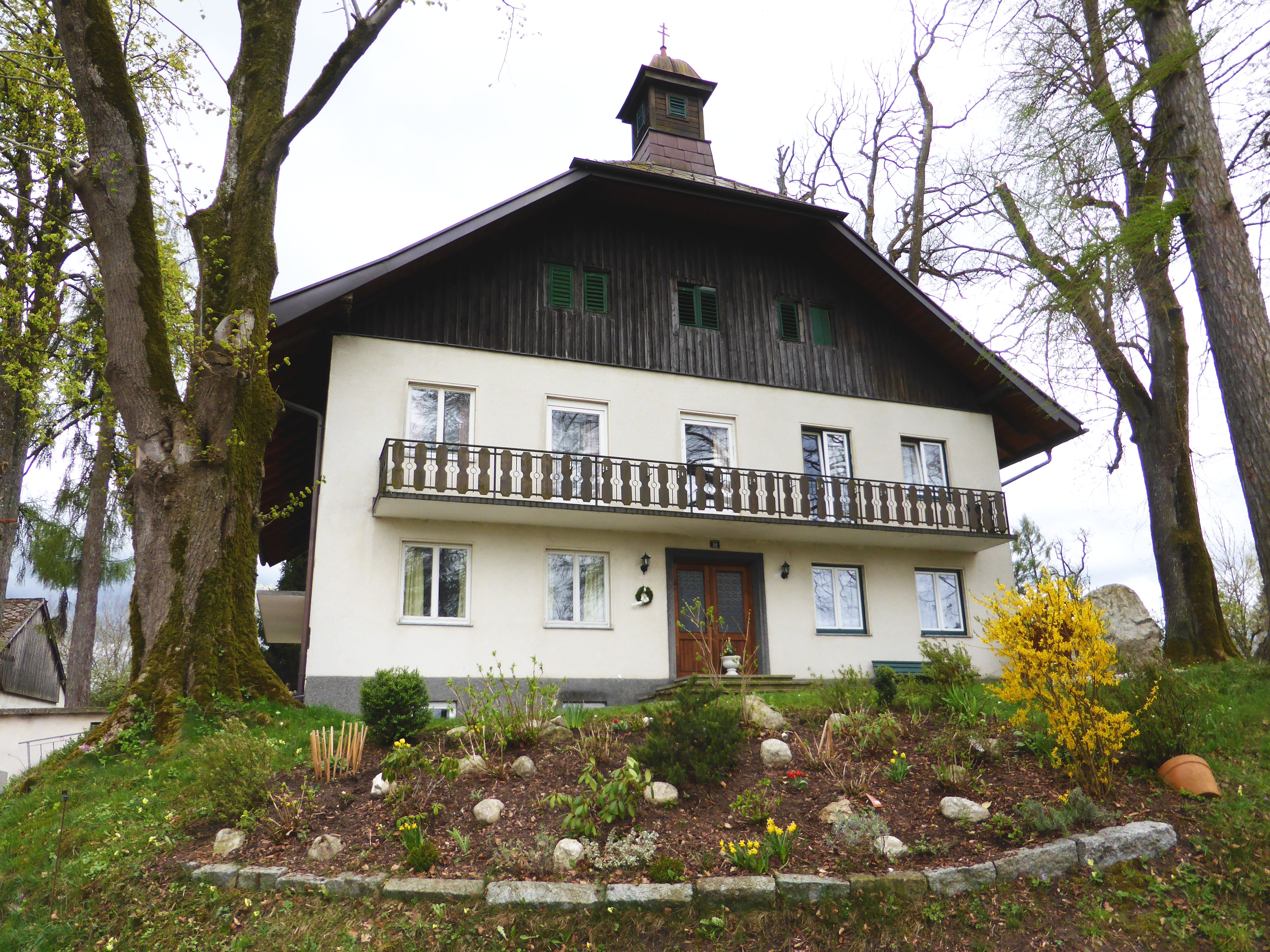
Gut Seeling in St. Georgen

Das Schloss Selling (auch Edelsitz Seeling bzw. Selling genannt, heutige Benennung Gut Seeling) liegt nahe der Ortschaft Thern der Gemeinde St. Georgen im Attergau im Bezirk Vöcklabruck von Oberösterreich (Thern 10).

## Geschichte
Das ursprünglich hölzerne Gebäude Saelingen wurde von Stift Aspach in Bayern erbaut. 1127 war Selling im Eigentum der Gräfin Christina Geraldi, dann wieder im Besitz des Stiftes Aspach und dann des Bistums Bamberg. Seelingen wird beispielsweise 1296 in einer Urkunde des Bamberger Bischofs Leopold I. von Gründlach genannt. 1390 erhielt Heinrich Hintermaier, Amtmann des Klosters Asbach an der Rott, von dem Abt Jakob das „gut zu Selingen in dem Attergawe“ als Leibgeding. Zu Beginn des 17. Jahrhunderts war der frühere Pfleger der Herrschaft Kammer Hieronymus Rotmair († 1623) Verwalter des Asbachschen Amthofes Seeling. Im k. u. k. Schematismus von 1837 wird als Inhaber des Edelhofes Felix Levasori della Motta genannt.

## Seeling heute

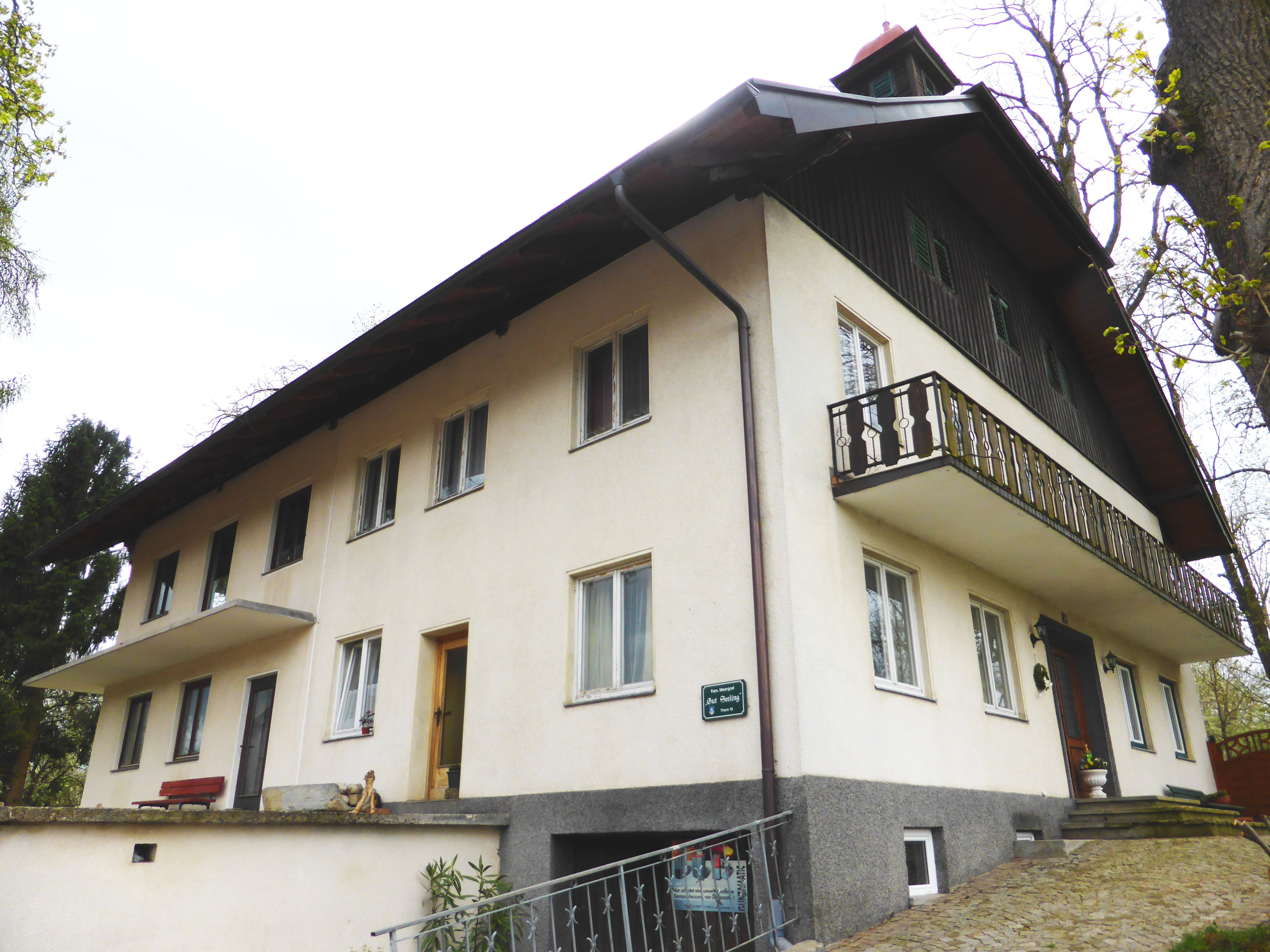
Edelsitz Seeling heute

Der einstige Edelsitz ist durch mehrere Umbauten im 19. Jahrhundert wesentlich verändert und zu einem Bauernhof umgebaut worden. Über dem Eingang prangt eine Tafel mit der Inschrift „Erbaut im Jahre 1836 – Anton Hesch“.
Das Gebäude dient heute als Bauernhof. Es befindet sich im Besitz der aus Thüringen stammenden Familie Meergraf. Franz Alois Meergraf hat 1957 den Besitz seiner Tochter Monika übergeben.